# 84-й «А» истребительный авиационный полк (101 гиап)
84-й «А» истребительный авиационный полк (84-й «А» иап) — воинская часть Военно-воздушных сил (ВВС) Вооружённых Сил РККА, принимавшая участие в боевых действиях Великой Отечественной войны.

## Наименования полка
За весь период своего существования полк несколько раз менял своё наименование:
- 84-й истребительный авиационный полк
- 84-й «А» истребительный авиационный полк
- 101-й гвардейский истребительный авиационный полк
- 101-й гвардейский Штеттинский истребительный авиационный полк
- Полевая почта 15554

## Создание полка

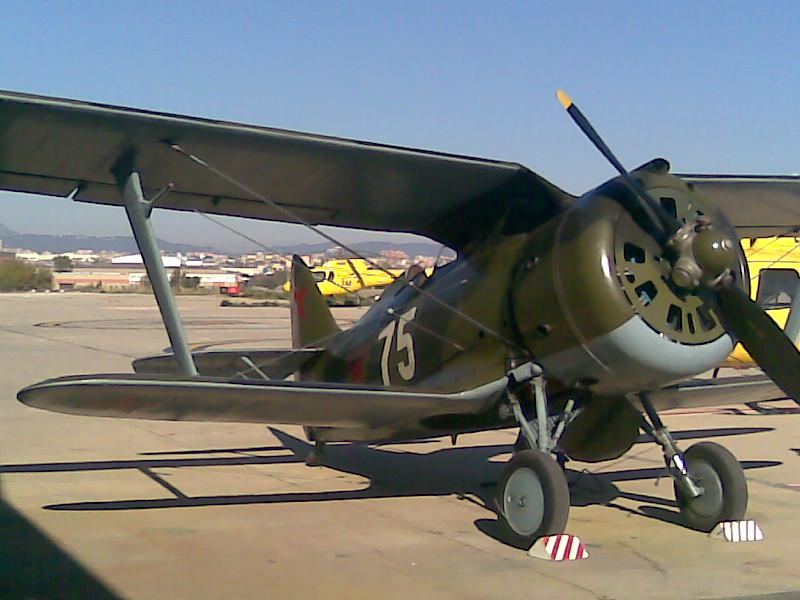
Самолёт И-153

84-й «А» истребительный авиационный полк сформирован на самолётах И-153 в ВВС Закавказского фронта в г. Ереван путём выделения из состава 84-го истребительного авиационного полка

## Переименование полка
84-й «А» истребительный авиационный полк 17 июня 1943 года за образцовое выполнение боевых задач и проявленные при этом мужество и героизм преобразован в 101-й гвардейский истребительный авиационный полк.

## В действующей армии
В составе действующей армии:
- с 30 июля 1942 года по 11 марта 1943 года
- с 19 мая 1943 года по 17 июня 1943 года

## Командиры полка
- майор Антонов Яков Иванович (попал в плен)[4], 30.07.1942 — 26.08.1942
- капитан Середа Пётр Сельверстович[4], 26.08.1942 — 09.03.1943
- майор, подполковник Павликов Алексей Николаевич[4], 09.03.1943 — 31.12.1945

## В составе соединений и объединений
| Период        | Фронт (округ)                                    | армия               | дивизия                                             | примечание                                   |
| ------------- | ------------------------------------------------ | ------------------- | --------------------------------------------------- | -------------------------------------------- |
| 30.07.1942 г. | Закавказский фронт                               | ВВС фронта          |                                                     | г. Ереван, И-153                             |
| 11.08.1942 г. | Закавказский фронт, Северная группа войск фронта | 4-я воздушная армия | 216-я истребительная авиационная дивизия            | И-153                                        |
| 17.11.1942 г. | Северо-Кавказский фронт                          | 4-я воздушная армия | 217-я истребительная авиационная дивизия            | И-153, И-16                                  |
| 11.03.1943 г. | Северо-Кавказский фронт                          | 4-я воздушная армия | 229-я истребительная авиационная дивизия            | в резерве 4-й ВА, И-153, И-16                |
| 23.04.1943 г. | Северо-Кавказский фронт                          | 4-я воздушная армия | 6-й отдельный учебно-тренировочный авиационный полк | Ставрополь, доукомплектован, И-153, И-16     |
| 19.05.1043 г. | Северо-Кавказский фронт                          | 4-я воздушная армия | 216-я смешанная авиационная дивизия                 | начальное изучение самолёта Р-39 «Аэрокобра» |
| 17.06.1943 г. | Северо-Кавказский фронт                          | 4-я воздушная армия | 9-я гвардейская истребительная авиационная дивизия  | Полк преобразован в гвардейский              |

## Первая победа полка в воздушных боях

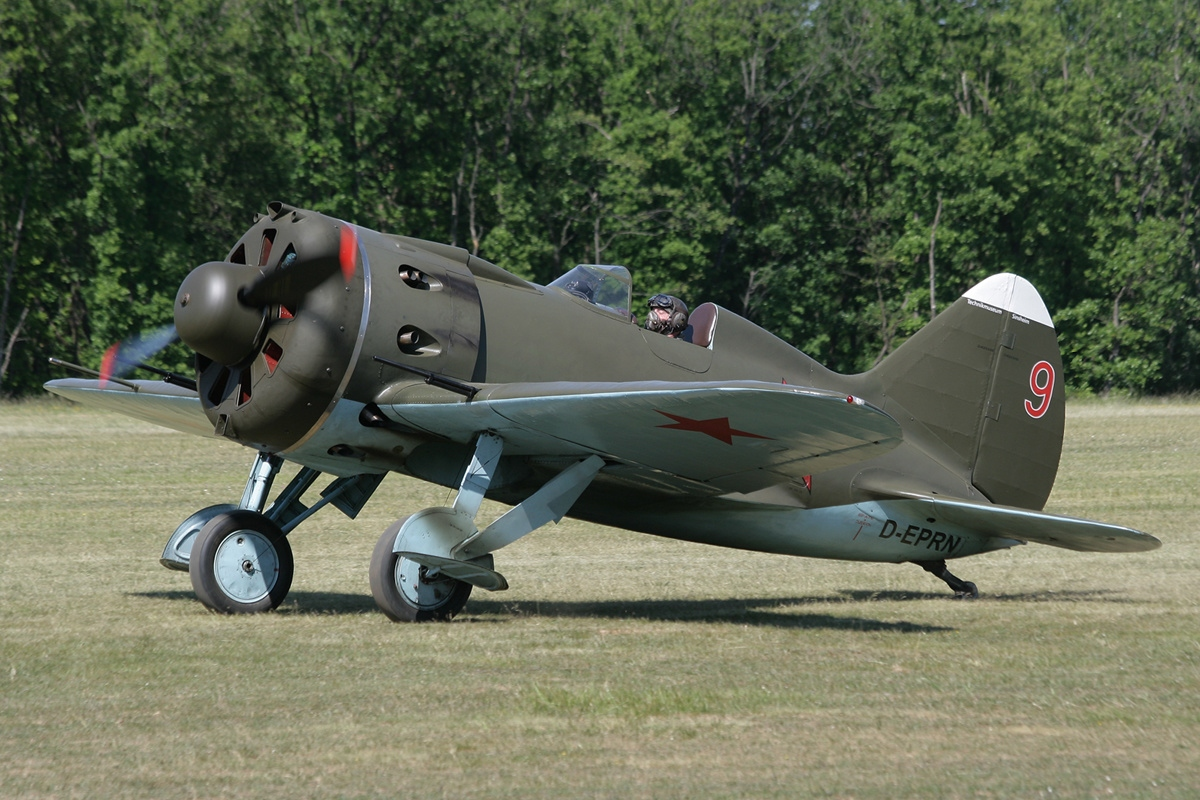
Самолёт И-16

Первые известные воздушные победы полка в Отечественной войне одержаны 19 августа 1942 года в групповом воздушном бою в районе северо-западнее станицы Черниговская: сбито 2 истребителя Ме-109.

## Участие в операциях и битвах
- Армавиро-Майкопская операция — с 11 августа 1942 года по 17 августа 1942 года
- Моздок-Малгобекская операция — с 1 сентября 1942 года по 28 сентября 1942 года
- Нальчикско-Орджоникидзевская операция — с 25 октября 1942 года по 12 ноября 1942 года
- Ростовская операция — с 1 января 1943 года по 18 февраля 1943 года
- Краснодарская фронтовая оборонительная операция — с 9 февраля 1943 года по 16 марта 1943 года
- Воздушные сражения на Кубани — с апреля 1943 года по июнь 1943 года

## Отличившиеся воины полка
- Антонов Яков Иванович, майор, командир 84-го «А» истребительного авиационного полка 21 марта 1940 года удостоен звания Герой Советского Союза. Золотая Звезда № 491
- Середа Пётр Сельверстович, капитан, командир 84-го «А» истребительного авиационного полка 217-й истребительной авиационной дивизии 4-й воздушной армии 23 ноября 1942 года удостоен звания Герой Советского Союза. Золотая Звезда № 821

## Статистика боевых действий
Всего полком:
| Выполнено боевых вылетов | Сбито самолётов в воздухе | Уничтожено самолётов всего |
| ------------------------ | ------------------------- | -------------------------- |
| 3302                     | 25                        | 63                         |

Свои потери:
| Потеряно самолётов, всего | Погибло лётчиков всего |
| ------------------------- | ---------------------- |
| 29                        | 28                     |

## Самолёты на вооружении
| Период      | Самолёты |
| ----------- | -------- |
| 1942 — 1943 | И-153    |
| 1942 — 1943 | И-16     |